# D2Sa (Inschrift)
D2Sa ist die Abkürzung einer Inschrift von Dareios II. (D2). Sie wurde in Susa (S) entdeckt und von der Wissenschaft mit einem Index (a) versehen. Die Inschrift liegt fragmentarisch auf einer steinernen Säulenbasis in altpersischer Sprache vor.

## Inhalt
„… bezüglich der Säulen … hat …, der große (König) errichtet, … Dareios …; mich soll Ahuramazda schützen zusammen mit den Göttern.“

Es ist möglich, dass der Anfang des Textes mit demjenigen von A2Hb übereinstimmt, aber dafür gibt es keine Beweise. Der Wortlaut würde gemäß dieser Interpretation folgendermaßen lauten:

„Diesen Apadana mit steinerner Säule(nausstattung) hat …, der große (König) errichtet, … Dareios …; mich soll Ahuramazda schützen zusammen mit den Göttern.“

## Beschreibung
Die fragmentarische Inschrift D2Sa befindet sich auf einer steinernen Säulenbasis und besteht aus drei unvollständigen Zeilen, deren Zeilenenden erhalten sind. Der heutige Standort ist unbekannt, aber wahrscheinlich befindet sich das Fragment im Louvre.
Die Inschrift D2Sa wurde 1929 von Jean-Vincent Scheil in den Mémoires de la Délégation en Perse veröffentlicht. Da der Name des Königs eingangs der Inschrift verloren gegangen ist, wies Jean-Vincent Scheil sie aufgrund von sprachlichen Untersuchungen und dem Fund einer zweiten Inschrift auf der gleichen Säule in babylonischer Sprache, die Xerxes I. zugesprochen wurde (XSb), ebenfalls Xerxes I. zu. Roland Grubb Kent ordnete sie 1931 und Wilhelm Brandenstein 1932 Dareios II. zu. Der Namensgeber für die fragmentarische Inschrift ist seither unbestritten.
Zwei beschriftete Fragmente aus Marmor, die früher als weitere Fragmente von D2Sa behandelt wurden (D2Sab und D2Sac) werden heute als eigenständige Inschrift mit der Bezeichnung D2Sc behandelt, da es sich um eine zweizeilige Inschrift handelt und der Schluss des Textes nicht übereinstimmt.